# Saison 2022 de l'équipe cycliste Arkéa-Samsic
La saison 2022 de l'équipe cycliste Arkéa-Samsic est la dix-huitième de cette équipe.

## Coureurs et encadrement technique

### Arrivées et départs
| Coureur          | Provenance             | Durée contrat |
| ---------------- | ---------------------- | ------------- |
| Nicolas Edet     | Cofidis                | 2022-2023     |
| Simon Guglielmi  | Groupama-FDJ           | 2022-2023     |
| Hugo Hofstetter  | Israel Start-Up Nation | 2022-2023     |
| Michel Ries      | Trek-Segafredo         | 2022-2023     |
| Kévin Vauquelin  | Néo-pro                | 2022-2023     |
| Alessandro Verre | Colpack-Ballan         | 2022-2024     |

| Coureur       | Nouvelle équipe                  | Durée contrat |
| ------------- | -------------------------------- | ------------- |
| Thomas Boudat | Go Sport-Roubaix Lille Métropole | 2022          |
| Diego Rosa    | Eolo-Kometa                      | 2022          |
| Bram Welten   | Groupama-FDJ                     | 2022-2023     |

### Effectif
| Coureur            | Date de Nais.              | Equipe en 2021              | Cont. |
| ------------------ | -------------------------- | --------------------------- | ----- |
| Winner Anacona     | 11 août 1988 (34 ans)      | Arkéa-Samsic                | 2022  |
| Warren Barguil     | 28 octobre 1991 (31 ans)   | Arkéa-Samsic                | 2022  |
| Louis Barré        | 6 avril 2000 (22 ans)      | UC Nantes Atlantique (2022) | 2024  |
| Maxime Bouet       | 3 novembre 1986 (36 ans)   | Arkéa-Samsic                | 2022  |
| Nacer Bouhanni     | 25 juillet 1990 (32 ans)   | Arkéa-Samsic                | 2023  |
| Amaury Capiot      | 25 juin 1993 (29 ans)      | Arkéa-Samsic                | 2023  |
| Benjamin Declercq  | 4 février 1994 (28 ans)    | Arkéa-Samsic                | 2022  |
| Anthony Delaplace  | 11 septembre 1989 (33 ans) | Arkéa-Samsic                | 2022  |
| Nicolas Edet       | 2 décembre 1987 (35 ans)   | Cofidis                     | 2023  |
| Miguel Flórez      | 21 février 1996 (26 ans)   | Arkéa-Samsic                | 2022  |
| Élie Gesbert       | 1er juillet 1995 (27 ans)  | Arkéa-Samsic                | 2022  |
| Donavan Grondin    | 26 septembre 2000 (22 ans) | Arkéa-Samsic                | 2022  |
| Thibault Guernalec | 31 juillet 1997 (25 ans)   | Arkéa-Samsic                | 2022  |
| Simon Guglielmi    | 1er juillet 1997 (25 ans)  | Groupama-FDJ                | 2023  |
| Romain Hardy       | 24 août 1988 (34 ans)      | Arkéa-Samsic                | 2022  |
| Hugo Hofstetter    | 13 février 1994 (28 ans)   | Israel Start-Up Nation      | 2023  |

| Coureur          | Date de Nais.              | Equipe en 2021 | Cont. |
| ---------------- | -------------------------- | -------------- | ----- |
| Kévin Ledanois   | 13 juillet 1993 (29 ans)   | Arkéa-Samsic   | 2022  |
| Matîs Louvel     | 19 juillet 1999 (23 ans)   | Arkéa-Samsic   | 2023  |
| Daniel McLay     | 3 janvier 1992 (30 ans)    | Arkéa-Samsic   | 2022  |
| Christophe Noppe | 29 novembre 1994 (28 ans)  | Arkéa-Samsic   | 2022  |
| Łukasz Owsian    | 24 février 1990 (32 ans)   | Arkéa-Samsic   | 2023  |
| Markus Pajur     | 23 septembre 2000 (22 ans) | Arkéa-Samsic   | 2022  |
| Laurent Pichon   | 19 juillet 1986 (36 ans)   | Arkéa-Samsic   | 2022  |
| Dayer Quintana   | 10 août 1992 (30 ans)      | Arkéa-Samsic   | 2022  |
| Nairo Quintana   | 4 février 1990 (32 ans)    | Arkéa-Samsic   | 2022  |
| Michel Ries      | 11 mars 1998 (24 ans)      | Trek-Segafredo | 2023  |
| Alan Riou        | 2 avril 1997 (25 ans)      | Arkéa-Samsic   | 2022  |
| Clément Russo    | 20 janvier 1995 (27 ans)   | Arkéa-Samsic   | 2023  |
| Connor Swift     | 30 octobre 1995 (27 ans)   | Arkéa-Samsic   | 2022  |
| Kévin Vauquelin  | 26 avril 2001 (21 ans)     | Néo-pro        | 2023  |
| Alessandro Verre | 17 novembre 2001 (21 ans)  | Colpack-Ballan | 2024  |

### Stagiaires
| Coureur        | Date de Nais.    | Nationalité | Équipe en 2022                     | Cont. |
| -------------- | ---------------- | ----------- | ---------------------------------- | ----- |
| Toon Clynhens  | 9 février 2001   | Belgique    | Elevate p/b Home Solution Soenens  | 2022  |
| Ewen Costiou   | 10 novembre 2002 | France      | Côtes d'Armor Cyclisme Marie Morin | 2022  |
| Pierre Thierry | 31 mai 2003      | France      | WB-Fybolia Morbihan                | 2022  |